# Harveypatti
Harveypatti es una ciudad y nagar Panchayat situada en el distrito de Madurai en el estado de Tamil Nadu (India). Su población es de 9016 habitantes (2011). Se encuentra a 9 km de Madurai.

## Demografía
Según el censo de 2011 la población de Harveypatti era de 9016 habitantes, de los cuales 4478 eran hombres y 4458 eran mujeres. Harveypatti tiene una tasa media de alfabetización del 92,92%, superior a la media estatal del 80,09%: la alfabetización masculina es del 96,37%, y la alfabetización femenina del 89,50%.